# Foster and Partners

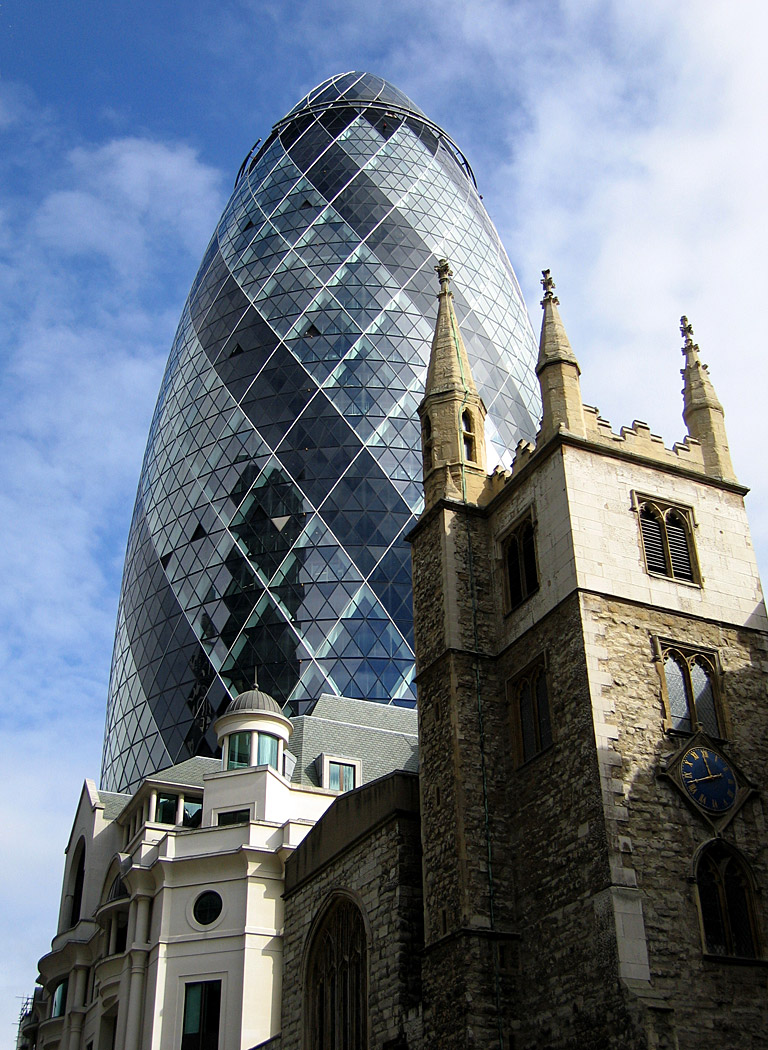
30 St Mary Axe (Gurkan) i London.

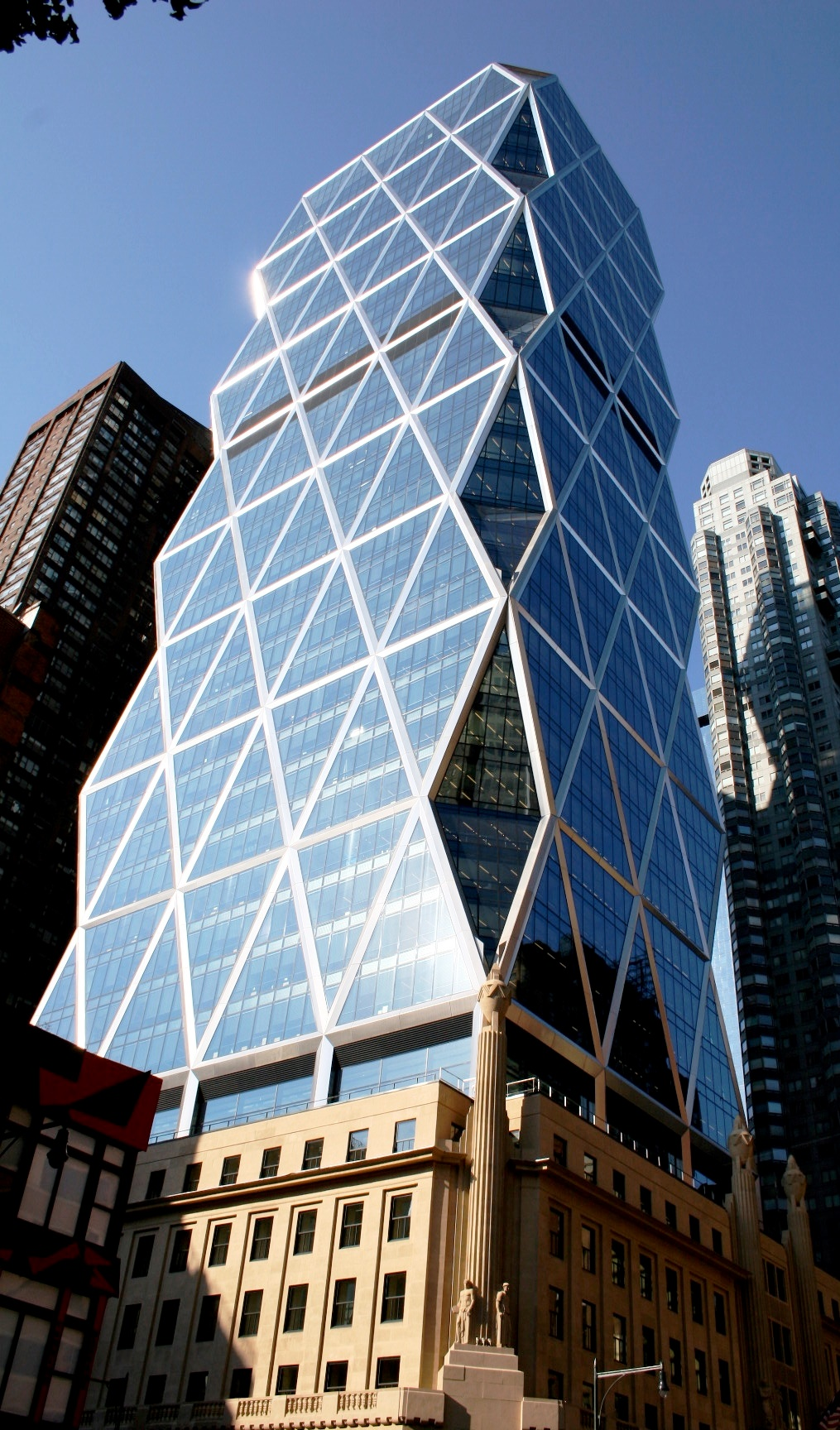
Hearst Tower i New York.

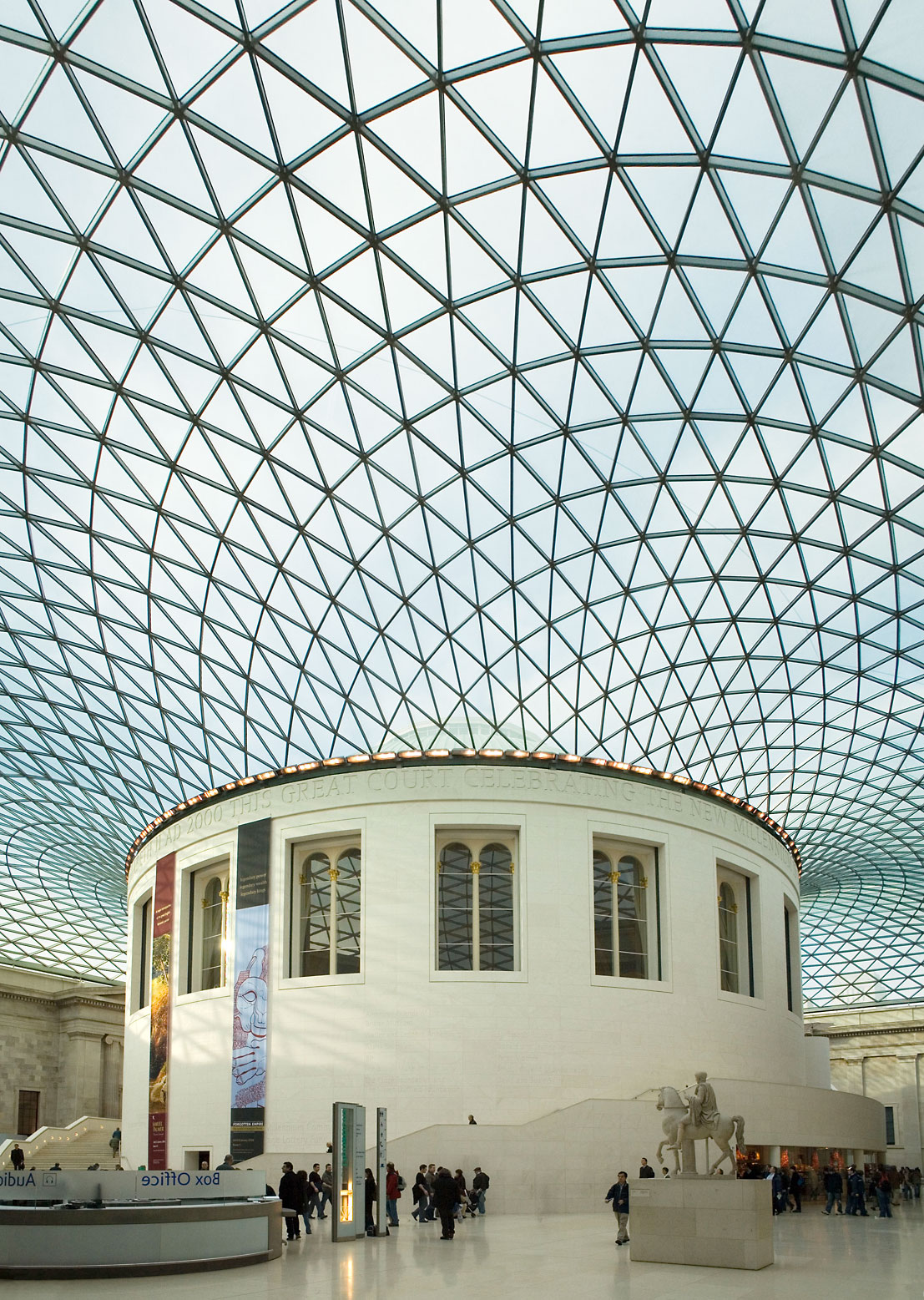
Great Court i British Museum i London.

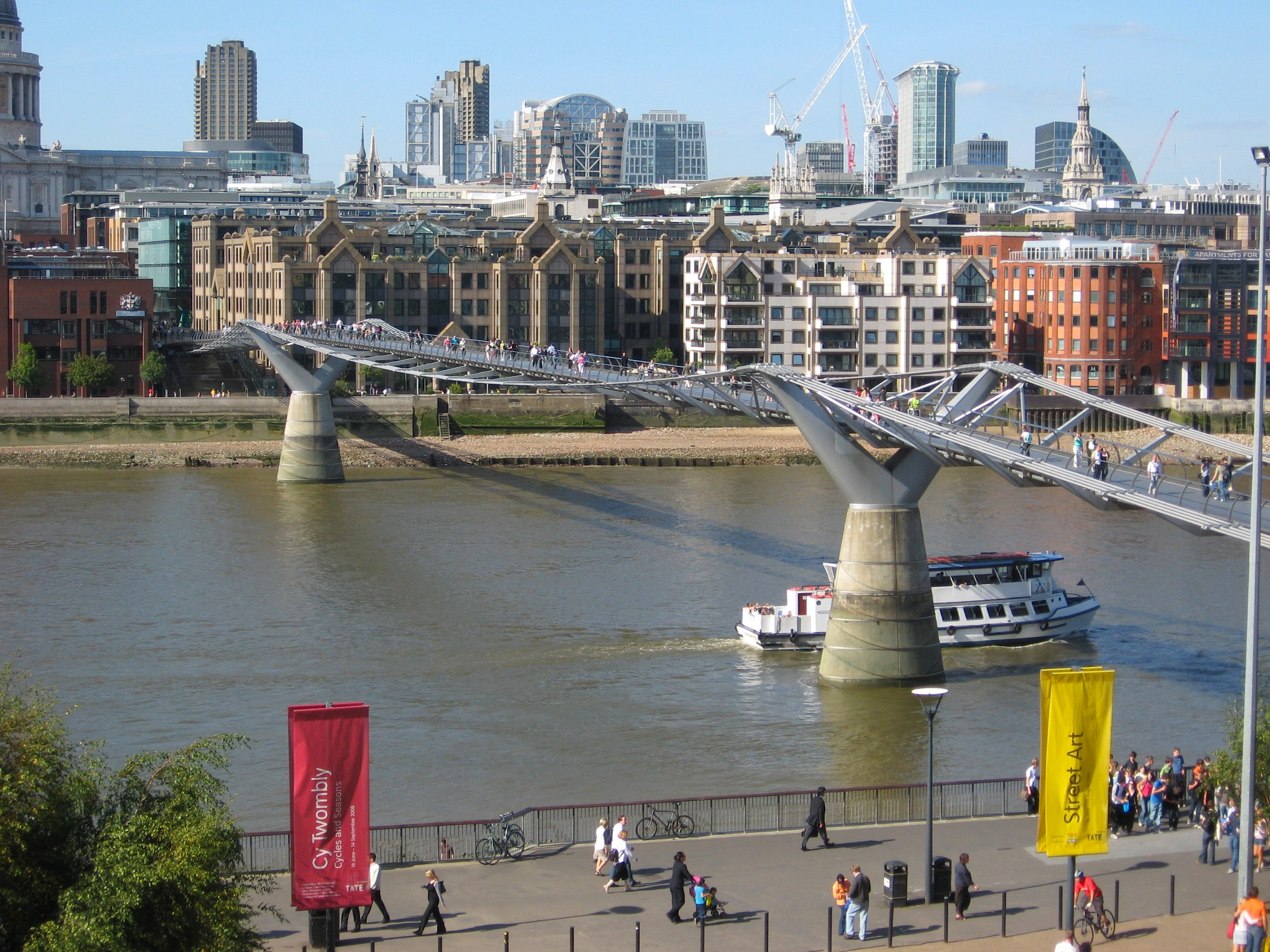
London Millennium Bridge i London.

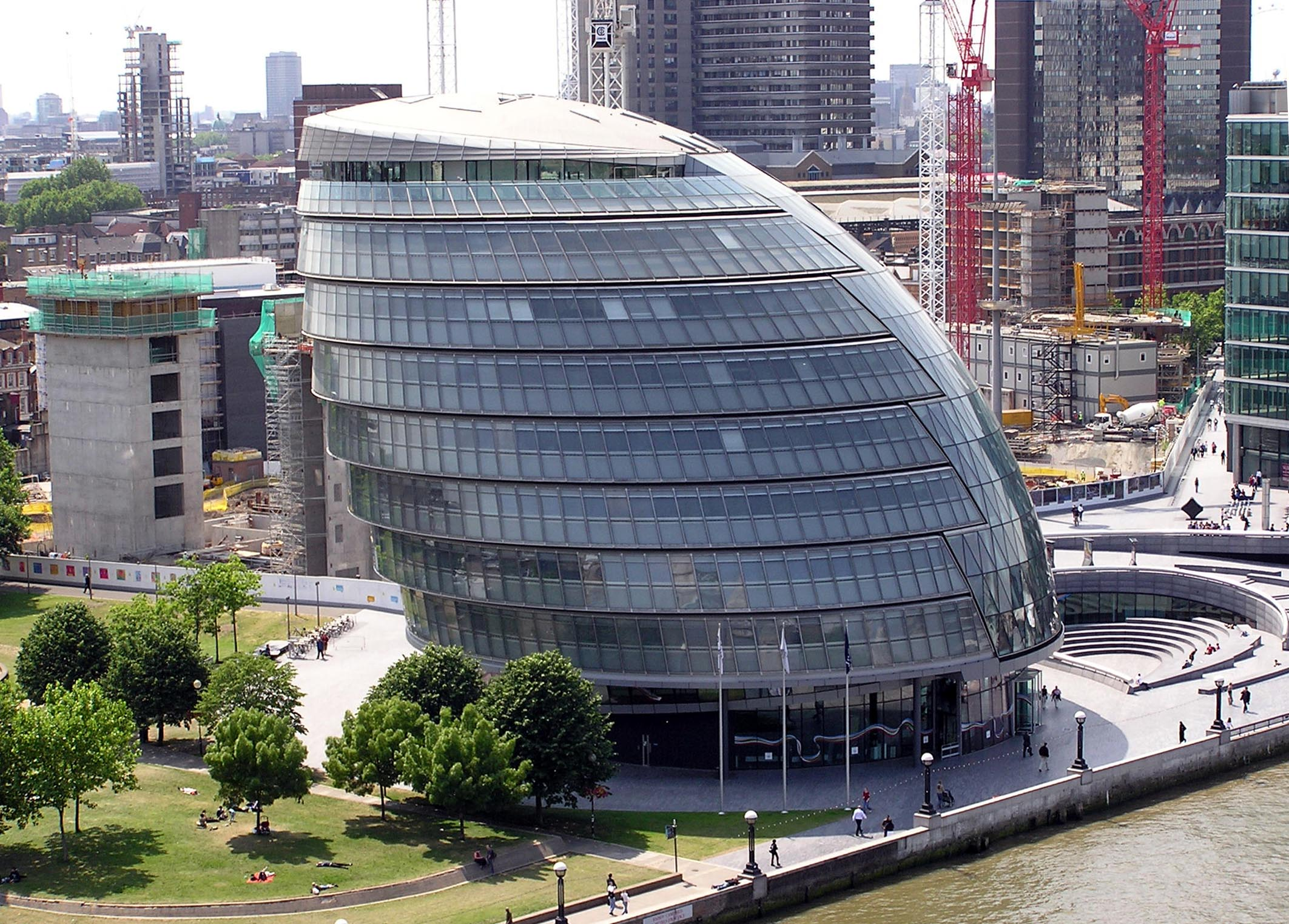
City Hall i London.

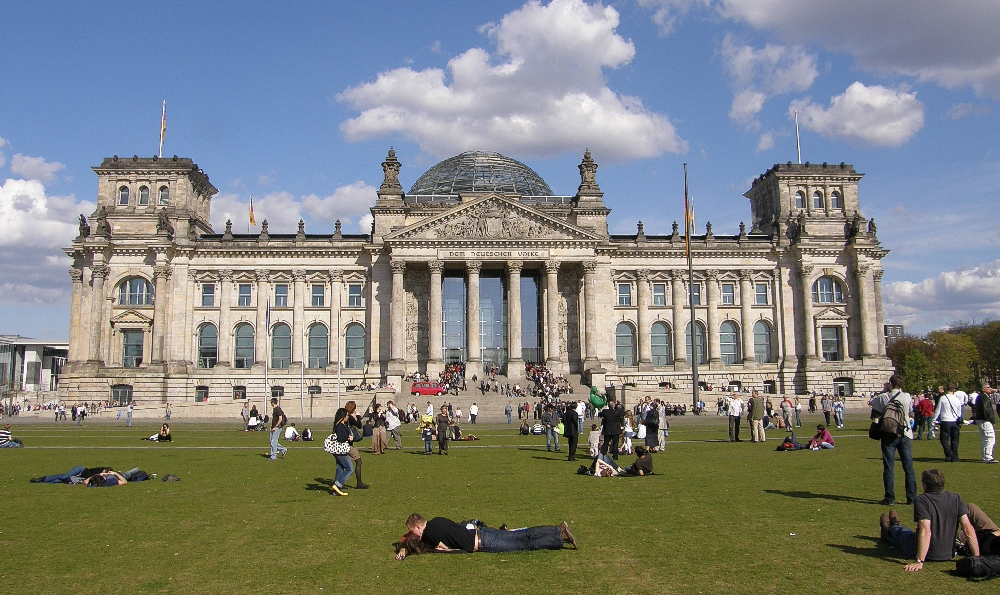
Parlamentsbyggnaden i Berlin.

Foster + Partners är ett brittiskt arkitektkontor. 
Foster + Partners grundades 1967 av Norman  och Wendy Foster sedan arkitektkontoret Team 4 splittrats, under namnet Foster Associates. Det nuvarande namnet började användas 1990.
Stilen som brukar nämnas i samband med Foster + Partners är high-tech-arkitektur, vilken kännetecknas av modernism. Kontoret genomför stora projekt som Hongkongs flygplats och terminal 3 på Beijing International Airport. Sistnämnda var 2005-06 världens största byggarbetsplats.
Kontoret har omkring 2000 anställda, varav cirka 1500 i London i en egenritad byggnad vid Battersea Bridge.

## Ledningsgrupp
- Norman Foster
- Spencer de Grey
- David Nelson
- Graham Philips

## Senior partners
- Stefan Behling
- Grant Brooker
- Nigel Dancey
- Iain Godwin
- Brandon Haw
- Paul Kalkhoven
- Mouzhan Majidi
- Andrew Miller
- Mark Sutcliffe

## Byggnader i urval
- Terminal 3, Beijing Capital Airport, Peking, Kina, 2003-08
- Bibliotek, Freie Universität Berlin, Berlin, Tyskland, 2001-05
- Millau Viaduct, Millau, Frankrike, 1993–2005
- Nya Årstabron, Stockholm, 1999–2005
- 30 St. Mary Axe, Swiss Re, London, Storbritannien, 1997–2004
- London City Hall, London, Storbritannien, 2003
- Chesa Futura (bostadshus), St. Moritz, Schweiz, 2000–02
- London Millennium Bridge, London, 1996–2002
- British Museum Great Court, British Museum, London, Storbritannien, 2001
- Center for Clinical Sciences Research, Palo Alto, Kalifornien, 1995–2000
- Neuer Reichstag, Berlin, Tyskland, 1992–99
- Chek Lap Kok Airport, Hongkong, 1992–98
- Commerzbank Tower, Frankfurt am Main, Tyskland, 1991–97
- Metro Bilbao, Bilbao, Spanien, 1990–95
- Joslyn Art Museum Addition, Omaha, Nebraska, USA, 1992-94
- Carré d'Art, Nimes, Frankrike, 1984-93
- Sackler Galleries, Royal Academy of Arts, London, Storbritannien, 1989–91
- Stansted Airport, London, Storbritannien, 1981–91
- Hongkong and Shanghai Bank, Hongkong, 1979-86
- Renault Distribution Centre, Swindon, Storbritannien, 1980-82
- Sainsbury Centre for visual art, Norwich, Storbritannien, 1976-77, 1989-91
- Willis Faber and Dumas Headquarters, Ipswich, Storbritannien, 1970-74
- IBM Pilot Head Office, Cosham, Storbritannien, 1970-71
- RMK:s huvudkontor (2020) Ryssland[1][2]
- 50 Hudson Yards, New York, USA, 2022